# Мырчаево
Мырчаево (болг. Мърчаево) — село в Болгарии. Находится в Городской области Софии, входит в общину Столична. Население составляет 1 223 человека.

## Политическая ситуация
В местном кметстве Мырчаево, в состав которого входит Мырчаево, должность кмета (старосты) исполняет Петыр Велков Георгиев (Граждане за европейское развитие Болгарии (ГЕРБ)) по результатам выборов правления кметства.
Кмет (мэр) общины Столична — Бойко Методиев Борисов (Граждане за европейское развитие Болгарии (ГЕРБ)) по результатам выборов в правление общины.